# Baliekluiver

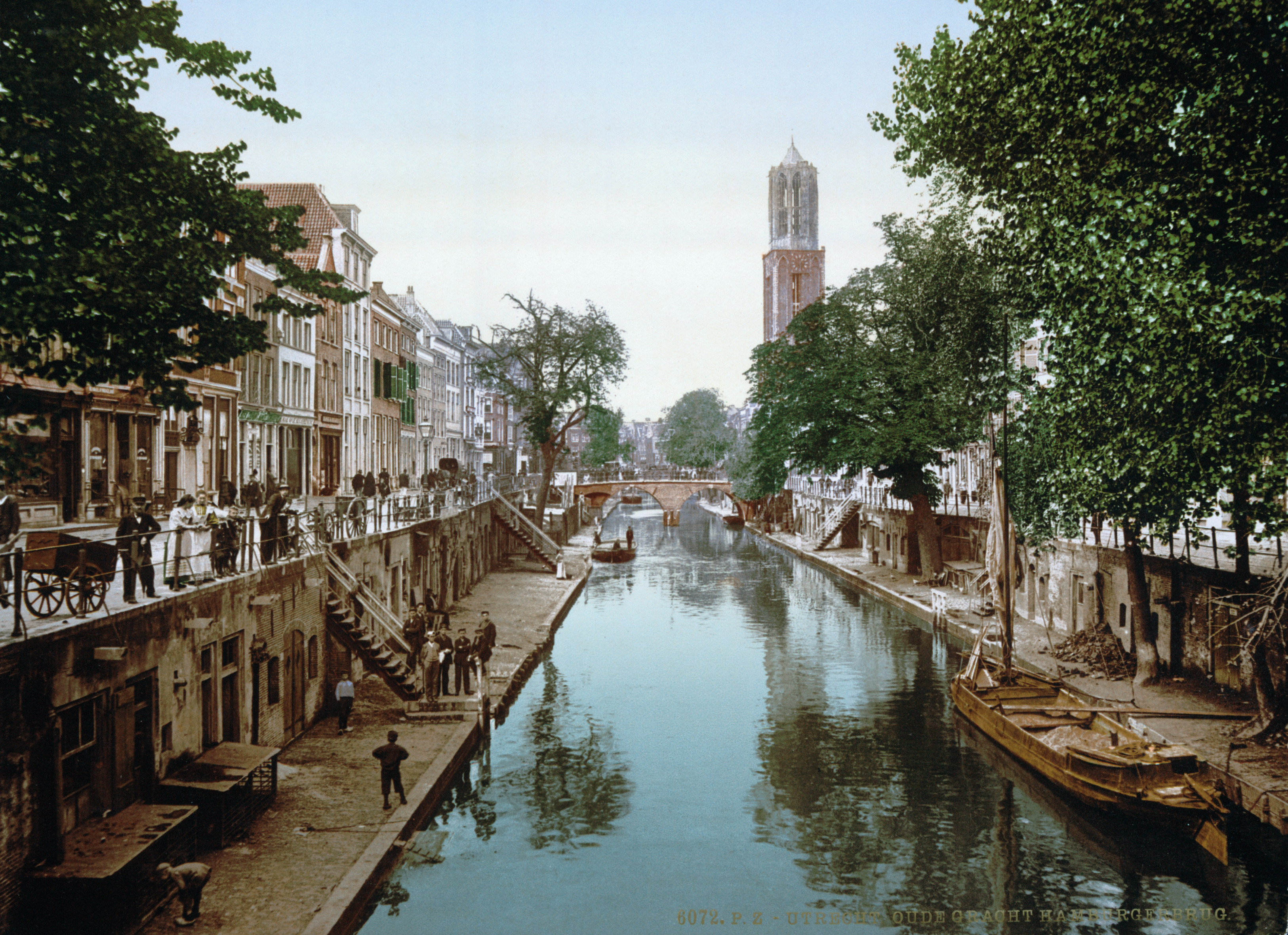
Utrecht: gedeelte van de Oudegracht met aan beide zijden balies.

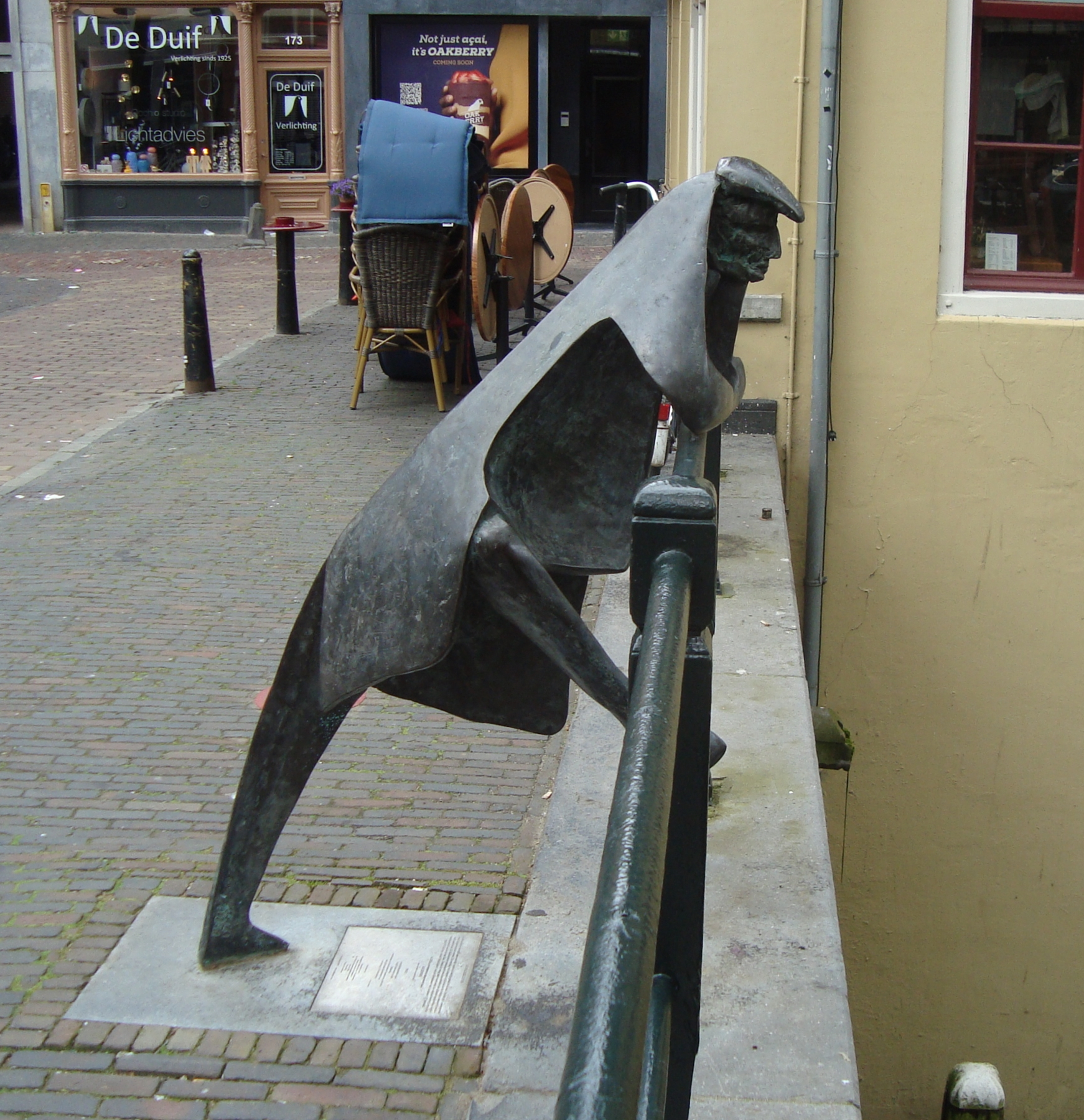
Kunstwerk de baliekluiver op de Utrechtse Gaardbrug.

Het woord baliekluiver kan een synoniem zijn voor leegloper of nietsnut. Daarnaast werden met baliekluivers specifiek mensen aangeduid die nutteloos of werkzoekend over een brugleuning hingen. De term leuningbijter heeft een soortgelijke betekenis. 
Onder andere in de Nederlandse stad Utrecht staan in de binnenstad op de werfkelders en bruggen ijzeren hekwerken. Deze worden ook wel balies genoemd en ze vormden een plek om te verpozen. Ook in Delft bevinden zich rondom de vele grachten soortgelijke balies. Uniek voor Delft is de vorm van deze balie: het hekwerk van paaltjes is afwisselend met wel en geen ronde kop.